# 변재원
변재원(1975년 6월 8일~)은 대한민국의 가수다. 1997년, 토이 3집 《Present》 수록곡 〈바램〉을 통해서 토이의 객원 보컬로 활동을 시작하였고, 1998년에 신해철, 유희열이 공동 제작 및 프로듀싱을 맡은 1집 《Simply Byun》으로 가요계에 정식 데뷔했다.

## 학력
- 한신대학교 중어중문학과 학사 졸업

## 디스코그래피
개인 음반
- 1998년 1집 《SIMPLY BYUN》
- 2005년 4월 11일 2집 《Wind From The Sun》
- 2008년 디지털 싱글 〈Question〉
- 2009년 8월 14일 싱글 〈Bye〉
- 2012년 2월 8일 싱글 〈사랑이라면〉

프로젝트 프렌즈
- 2011년 1월 10일 디지털 싱글 〈I'm Your Friend〉

## 출연 작품

### 뮤지컬
- 2008년 《마이 페어 레이디》
- 2010년 《총각네 야채가게 2.0》

### 예능
- 2016년 《미스터리 음악쇼 복면가왕》 - 거미라도 될 걸 그랬어

## 같이 보기
- 유희열
- 신해철
- 김형중
- 김연우
- 이승환
- 황성제